# Snorre Valen

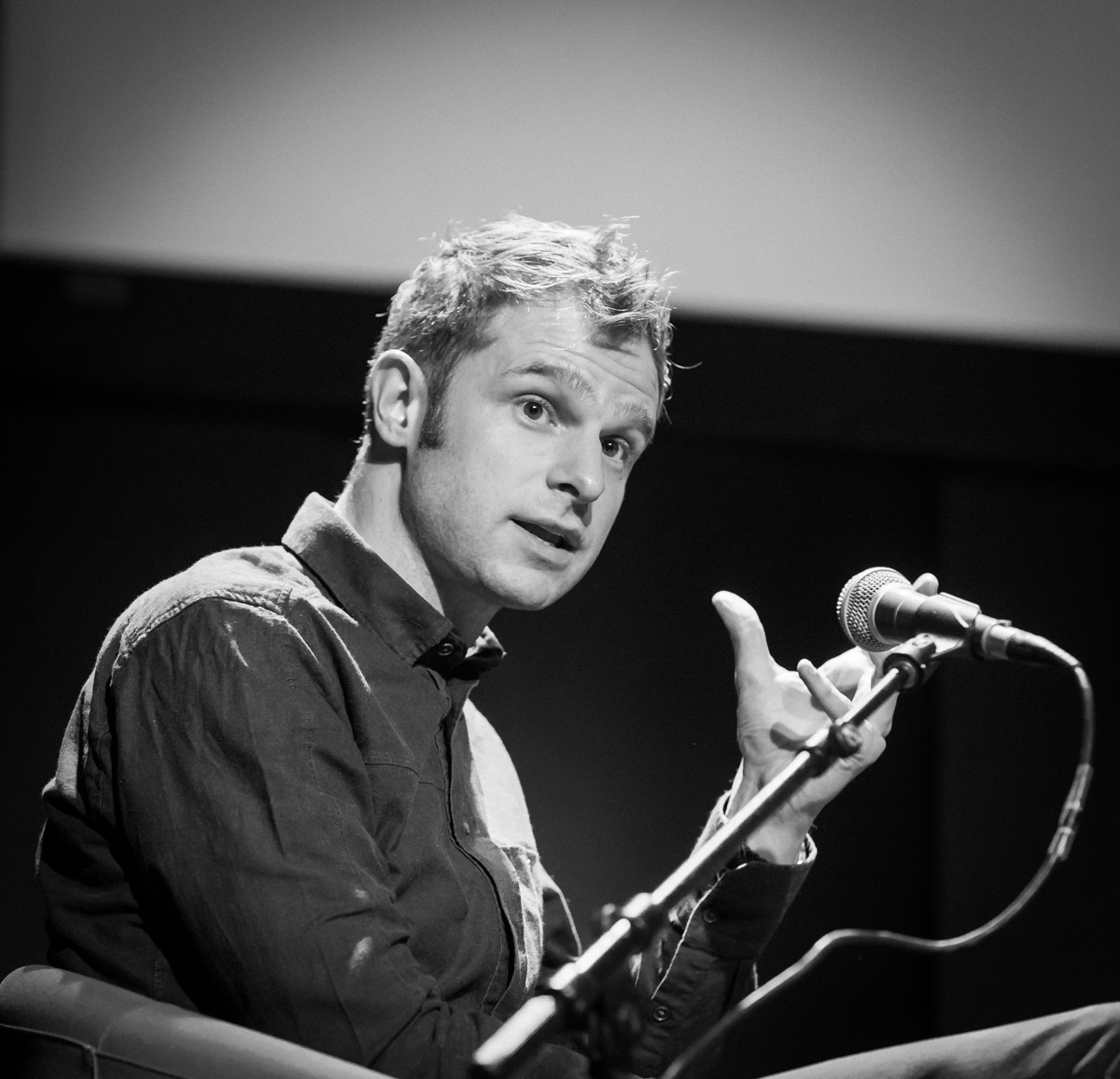
Snorre Valen 2015

Snorre Serigstad Valen (Oslo, 16 september 1984) is een Noors muzikant en politicus van de Sosialistisk Venstreparti. In 2009 werd hij verkozen tot parlementslid in de provincie Sør-Trøndelag. Hij is woordvoerder van de SV voor milieukwesties.
Valen is een zelfverklaard republikein en kreeg veel media-aandacht toen hij op 26 oktober 2010 de uitnodiging voor het traditionele diner afsloeg dat koning Harald V jaarlijks organiseert voor het parlement en de regering.
In 2007-2008 nam Valen het dagelijks bestuur waar van de kortstondige poging om de krant Arbeideravisa in Trondheim te doen herleven. Vanaf 2008 werkte hij als communicatieverantwoordelijke bij NTNU Samfunnsforskning.
Valen zetelde van 2003 tot 2007 in de fylkesting (provincieraad) van Sør-Trøndelag en in de gemeenteraad van Trondheim. In deze periode leidde hij de commissie Onderwijs en welzijn in de fylkesting.
Valen is pianist en zanger: hij maakte deel uit van het Nidarosdomens Guttekor en studeerde muziek aan de Trondheim katedralskole. In de periode 2004-2008 speelde hij in de band Gallery, waarmee hij één plaat uitbracht. Hij is nog steeds lid van de electrogroep Amish 82 en van de bluesband Peevish Penfriend.
In februari 2011 bracht Valen de klokkenluiderswebsite WikiLeaks aan als kandidaat voor de Nobelprijs voor de Vrede.